# 欧吕斯莱班
欧吕斯莱班（法語：Aulus-les-Bains，法語發音：[olys le bɛ̃]）是法国阿列日省的一个市镇，属于聖日龍區。

## 地名
该地名“Aulus-les-Bains”发音为[olys le bɛ̃]，“Aulus”中的字母“s”发音，《世界地名翻译大辞典》与《世界地名译名词典》将其误译作“欧吕莱班”。

## 地理
欧吕斯莱班（42°47'27"N, 1°20'16"E）面积52.24 平方千米，位于法国奧克西塔尼大區阿列日省，该省份为法国西南部内陆省份，西部和北部与上加龙省接壤，东临奥德省，东南至东比利牛斯省接壤，南与安道尔和西班牙接壤。
与欧吕斯莱班接壤的市镇（或旧市镇、城区）包括：欧扎特、埃尔塞、勒波尔、于斯图、利亚多雷。
欧吕斯莱班的时区为UTC+01:00、UTC+02:00（夏令时）。

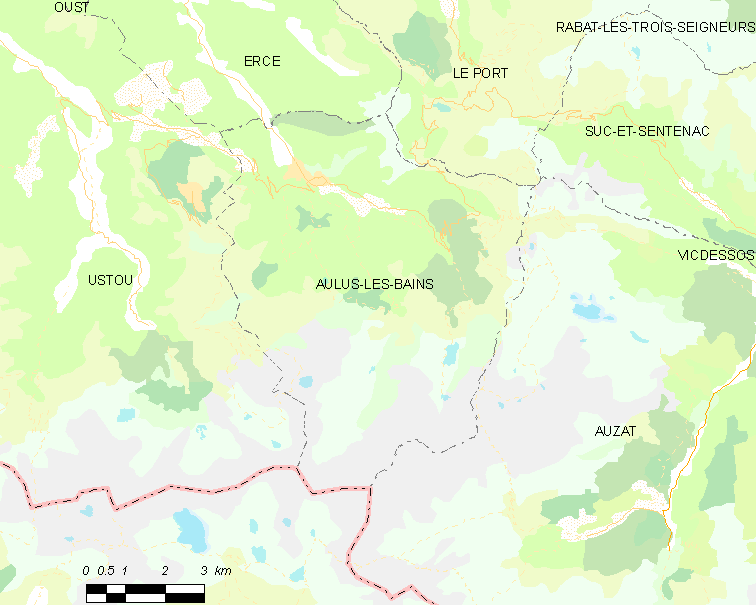
欧吕斯莱班的OSM定位图

## 行政
欧吕斯莱班的邮政编码为09140，INSEE市镇编码为09029。

## 政治
欧吕斯莱班所属的省级选区为库斯朗东县。

## 人口

1962-2008年间欧吕斯莱班人口变化图示

欧吕斯莱班于2022年1月1日时的人口数量为146人。